# Daniel Kahneman
Daniel Kahneman (în ebraică דניאל כהנמן; n. 5 martie 1934, Tel Aviv, Palestina sub mandat britanic – d. 27 martie 2024, Nunningen⁠(d), Cantonul Solothurn, Elveția) a fost un psiholog israelian, profesor la universități israeliene și americane, laureat al Premiul Nobel pentru economie în anul 2002. Contribuțiile sale sunt considerate deschizătoare de drum în domeniul psihologiei judecății și luării de decizii, al euristicii, comportamentului economic și psihologiei hedonice. Împreună cu Amos Tversky și alții, Kahneman a stabilit o bază cognitivă a erorilor umane comune, folosind euristica și prejudecățile (Kahneman si Tversky 1972, Kahneman, Slovic si Tversky 1974) și a dezvoltat o teorie a prospecțiunii (Kahneman si Tversky, 1979).
În 2011 a fost menționat de magazinul Foreign Policy pe lista celor mai însemnați gânditori strategici. În același an a apărut cartea sa, Thinking, Fast and Slow, care rezumă o mare parte din cercetările sale, și care a devenit un bestseller.

## Familia și anii de tinerețe
Daniel Kahneman s-a născut în 1934 la Tel Aviv, în timpul unei vizite a mamei sale în Palestina sub mandat britanic. El a fost urmaș al unei dinastii de rabini din Lituania istorică, din rândurile cărora cel mai vestit a fost unchiul său patern, rabinul Yosef Shlomo Kahneman, fondatorul Ieșivei Poneviezh din Bnei Brak.
Kahneman a crescut la Paris, unde familia sa emigrase din Lituania la începutul anilor 1920. În timpul ocupației Germaniei naziste, într-o primă mare razie pentru arestarea de evrei, tatăl său a fost reținut, dar i s-a dat drumul după șase săptămâni datorită intervenției patronului său. Ulterior familia s-a ascuns în diferite locuri și a reușit  să scape de deportare și exterminare. Tatăl a murit de diabet în anul 1944.
După Al doilea război mondial în 1948, la scurt timp înainte de proclamarea statului Israel, ei au a emigrat în Palestina sub mandat britanic.
Kahneman a studiat psihologia și matematica la Universitatea Ebraică din Ierusalim, terminând primul titlu (B.A.) în anul 1954 apoi, în cadrul serviciului militar în Armata Israeliană a servit ca psiholog, participând, la formularea de teste pentru cursurile de ofițeri. Între 1958-1961 a studiat la Universitatea Berkeley din California, unde a obținut doctoratul (Ph.D.) în psihologie.
La începutul anilor 1970 a făcut parte dintr-un think tank implicat în negocierile pentru un acord intermediar în Sinai între Israel și Egipt.
Kahneman a fost căsătorit cu Anne Treisman, profesoară de psihologie la Universitatea Princeton.

## Cariera academică

### Studii de psihologie cognitivă
Din anul 1961 Kahneman a fost lector la Universitatea Ebraică, în anul 1966 fiind promovat conferențiar. Primele sale lucrări s-au concentrat pe studiul percepției vizuale și al atenției.
Primul său articol în prestigioasa revistă Science s-a intitulat Pupil Diameter and Load on Memory (Diametrul pupilei și încărcarea memoriei) (Kahneman și Beatty, 1966). In anii 1965-1966 a fost cercetător oaspete la Universitatea Michigan , iar in verile anilor 1968 și 1969 la Unitatea de cercetare în psihologie aplicată de la Cambridge. De asemenea in anii 1966-1967 s-a specializat la Centrul de Studii Cognitive și a fost conferențiar în domeniul psihologiei la Universitatea Harvard.

### Judecata și luarea de decizii
După 1969 Kahneman a întreținut o lungă colaborare cu Amos Tversky. Împreună, cei doi cercetători au publicat o serie de articole inovatoare în domeniul general al judecății și al luării de decizii, culminând cu publicarea 
teoriei perspectivelor din 1979.
Kahneman a primit Premiul Nobel pentru economie în 2002 pentru munca sa în domeniul teoriei perspectivelor.
După cum a relatat în autobiografia pe care a prezentat-o cu ocazia decernării premiului, colaborarea cu Tversky a început după ce l-a invitat pe acesta să țina o conferință ca oaspete la unul din seminariile lui Kahneman la Universitatea Ebraică în anul 1969. Primul lor articol scris impreuna, „Credința în legea numerelor mici” a fost publicat în anul 1971. În anii 1971-1979 cei doi au publicat șapte articole în reviste calificate de specialitate. În afara „Teoriei persepctivelor”, cel mai însemnat dintre aceste articole a fost „Judecata în condiții de incertitudine: Euristica și prejudecățile” (1974), care a fost publicat în revista „Science” și care a introdus noțiunea de „ancorare”.
În anul 1978 Kahneman a părăsit Universitatea Ebraică pentru a prelua un post la Universitatea Columbia Britanică, în Canada. Această hotărâre nu a afectat imediat și prea mult colaborarea sa cu Tversky, întrucât și acesta s-a mutat în acelaș an în America, la Universitatea Stanford. 
Din anul 1986 Kahneman a lucrat la Universitatea Berkeley , iar în 1993 a devenit profesor la Universitatea Princeton, unde lucrează până în prezent. 
Din anul 2000 a fost membru la Centrul de studiu al raționalității al Universității Ebraice. În această perioadă a început să colaboreze cu economiști, mai ales cu Richard Thaler, și să dezvolte cercetările sale în domeniul economiei comportamentale.

## Cărți
- Kahneman, D., Slovic, P., și Tversky, A. (1982). Judgment under uncertainty: Heuristics and biases. New York: Cambridge University Press.
- Kahneman, D., Diener, E., și Schwarz, N. (ed). (1999). Well-being: The foundations of hedonic psychology. New York: Russell Sage Foundation.
- Kahneman, D., și Tversky, A. (e). (2000). Choices, values and frames. New York: Cambridge University Press.

## Articole
- Tversky, A., ve Kahneman, D. (1971). Belief in the law of small numbers. Psychological Bulletin, Cilt 76, 105-110.
- Kahneman, D., ve Tversky, A. (1972). Subjective probability: A judgment of representativeness. Cognitive Psychology, Cilt 3, 430-454.
- Kahneman, D. (1973). Attention and effort. Englewood Cliffs, NJ: Prentice-Hall.
- Kahneman, D., ve Tversky, A. (1973). On the psychology of prediction. Psychological Review, Cilt 80, 237-251.
- Tversky, A., & Kahneman, D. (1973). Availability: A heuristic for judging frequency and probability. Cognitive Psychology, 5, 207-232.
- Tversky, A., ve Kahneman, D. (1974). Judgment under uncertainty: Heuristics and biases. Science, Cilt 185, 1124-1131. Science Mag Link
- Kahneman, D., ve Tversky, A. (1979). Prospect theory: An analysis of decisions under risk. Econometrica, Cilt 47, 313-327.
- Tversky, A., ve Kahneman, D. (1981). The framing of decisions and the psychology of choice. Science, 211, 453-458. Science Mag Link
- Kahneman, D., ve Tversky, A. (1984). Choices, values and frames. American Psychologist, Cilt 39, 341-350.
- Kahneman, D., ve Miller, D.T. (1986). Norm theory: Comparing reality to its alternatives. Psychological Review, Cilt 93, 136-153.
- Kahneman, D., Knetsch, J.L., ve Thaler, R.H. (1990). Experimental tests of the endowment effect and the Coase theorem. Journal of Political Economy, Cilt 98, 1325-1348.
- Kahneman, D., ve Lovallo, D. (1993). Timid choices and bold forecasts: A cognitive perspective on risk-taking. Management Science, Cilt 39, 17-31.
- Kahneman, D., ve Tversky, A. (1996). On the reality of cognitive illusions. Psychological Review, Cilt 103, 582-591.
- Kahneman, D. (2003). A perspective on judgment and choice: Mapping bounded rationality. American Psychologist,  Cilt 58, 697-720.